# Arrondissement de Cayenne
Arrondissement de Cayenne är ett arrondissement i Franska Guyana (Frankrike).   Det ligger i departementet Guyane och regionen Franska Guyana, i den centrala delen av Franska Guyana, 110 km söder om huvudstaden Cayenne. Antalet invånare är 151 592.